# Talod
Talod (en guyaratí: તલોદ ) es una ciudad de la India en el distrito de Sabarkantha, estado de Guyarat.

## Geografía
Se encuentra a una altitud de 114 m s. n. m. a 44 km de la capital estatal, Gandhinagar, en la zona horaria UTC +5:30.

## Demografía
Según estimación 2011 contaba con una población de 19 225 habitantes.